# Нитрат висмута
Нитрат висмута — неорганическое соединение, соль металла висмута и азотной кислоты с формулой Bi(NO3)3, бесцветные кристаллы, гидролизуются водой, образует кристаллогидрат.

## Получение
- Растворение висмута, оксида висмута, гидроксида висмута или основного карбоната висмута в разбавленной азотной кислоте:

{\displaystyle {\mathsf {Bi+4HNO_{3}\ {\xrightarrow {}}\ Bi(NO_{3})_{3}+NO\uparrow +2H_{2}O}}}
{\displaystyle {\mathsf {Bi_{2}O_{3}+6HNO_{3}\ {\xrightarrow {}}\ 2Bi(NO_{3})_{3}+3H_{2}O}}}
{\displaystyle {\mathsf {Bi(OH)_{3}+3HNO_{3}\ {\xrightarrow {}}\ Bi(NO_{3})_{3}+3H_{2}O}}}
{\displaystyle {\mathsf {(BiO)_{2}CO_{3}+6HNO_{3}\ {\xrightarrow {}}\ 2Bi(NO_{3})_{3}+CO_{2}\uparrow +3H_{2}O}}}
- Безводную соль можно получить реакций висмута и оксида азота в ацетонитриле:

{\displaystyle {\mathsf {Bi+6NO2\ \xrightarrow {70-110^{o}C} \ Bi(NO_{3})_{3}+3NO\uparrow }}}
- или обменной реакцией в ацетоне:

{\displaystyle {\mathsf {BiCl_{3}+3AgNO_{3}\ {\xrightarrow {}}\ Bi(NO_{3})_{3}+3AgCl}}}

## Физические свойства
Нитрат висмута образует бесцветные кристаллы, гидролизуются водой, устойчив в подкисленных растворах.
Образует кристаллогидрат состава Bi(NO3)3•5H2O, который плавится при 75°С в собственной кристаллизационной воде. Кристаллогидрат имеет строение [Bi(H2O)3(NO3)3]•2H2O.

## Химические свойства
- Безводная соль разлагается при нагревании:

{\displaystyle {\mathsf {2Bi(NO_{3})_{3}\ {\xrightarrow {200^{o}C}}\ 2BiO(NO_{3})+4NO_{2}\uparrow +O_{2}\uparrow }}}
{\displaystyle {\mathsf {4Bi(NO_{3})_{3}\ {\xrightarrow {700^{o}C}}\ 2Bi_{2}O_{3}+12NO_{2}\uparrow +3O_{2}\uparrow }}}
- Кристаллогидрат при хранении на воздухе медленно разлагается:

{\displaystyle {\mathsf {Bi(NO_{3})_{3}\cdot 5H_{2}O\ {\xrightarrow {}}\ Bi(OH)(NO_{3})_{2}+HNO_{3}+4H_{2}O}}}
- При нагревании кристаллогидрат гидролизуется собственной водой:

{\displaystyle {\mathsf {Bi(NO_{3})_{3}\cdot 5H_{2}O\ {\xrightarrow {80-110^{o}C}}\ Bi(OH)_{2}(NO_{3})+2HNO_{3}+3H_{2}O}}}
{\displaystyle {\mathsf {Bi(NO_{3})_{3}\cdot 5H_{2}O\ {\xrightarrow {150^{o}C,vacuum}}\ BiO(NO_{3})+2HNO_{3}+4H_{2}O}}}
- В разбавленных водных растворах при кипячении подвергается полному гидролизу:

{\displaystyle {\mathsf {Bi(NO_{3})_{3}+2H_{2}O\ {\xrightarrow {100^{o}C}}\ Bi(OH)_{2}(NO_{3})\downarrow +2HNO_{3}}}}
- Реагирует с концентрированной холодной соляной кислотой:

{\displaystyle {\mathsf {Bi(NO_{3})_{3}+4HCl\ {\xrightarrow {0^{o}C}}\ H[BiCl_{4}]+3HNO_{3}}}}
- Реагирует с щелочами:

{\displaystyle {\mathsf {Bi(NO_{3})_{3}+3NaOH\ {\xrightarrow {}}\ Bi(OH)_{3}\downarrow +3NaNO_{3}}}}
- Под действием окислителей образуются висмутаты:

{\displaystyle {\mathsf {2Bi(NO_{3})_{3}+2Na_{2}O_{2}+4NaOH\ {\xrightarrow {600^{o}C}}\ 2NaBiO_{3}+6NaNO_{2}+3O_{2}+2H_{2}O}}}
- В кислой среде с фторидами вступает в обменные реакции:

{\displaystyle {\mathsf {Bi(NO_{3})_{3}+3KF\ {\xrightarrow {H^{+}}}\ BiF_{3}\downarrow +3KNO_{3}}}}
- Вступает в другие обменные реакции:

{\displaystyle {\mathsf {Bi(NO_{3})_{3}+NaCl+H_{2}O\ {\xrightarrow {}}\ Bi(O)Cl\downarrow +NaNO_{3}+2HNO_{3}}}}
{\displaystyle {\mathsf {2Bi(NO_{3})_{3}+3H_{2}S\ {\xrightarrow {}}\ Bi_{2}S_{3}\downarrow +6HNO_{3}}}}
{\displaystyle {\mathsf {2Bi(NO_{3})_{3}+3Na_{2}CO_{3}+2H_{2}O\ {\xrightarrow {}}\ Bi_{2}(OH)_{4}CO_{3}\downarrow +2CO_{2}\uparrow +6NaNO_{3}}}}

## Применение
- В фармакологии при болезнях желудочно-кишечного тракта, при кожных заболеваниях, как антисептический препарат.
- Вводится в состав отбеливающих кремов, кремов от веснушек, в краски для волос.
- Пигмент — жемчужные или испанские белила.